# ISO 27500
La norma ISO 27500 The human-centred organization — Rationale and general principles in Italia UNI EN ISO 27500 Organizzazione orientata all'utente - Principi generali e logici è una norma destinata ai membri del consiglio esecutivo e ai responsabili delle politiche (dirigenti) di tutte le organizzazioni (grandi o piccole) del settore privato, pubblico e no-profit.
Nella norma sono descritti valori e concetti che rendono un’organizzazione orientata sull’uomo, i significativi vantaggi economici che possono derivare da tale impostazione e, al contrario, quali siano i rischi. Sono inoltre fornite raccomandazioni relativamente alle politiche più appropriate da adottare per raggiungere tale obiettivo e, inoltre, definiti i principi fondamentali che la dirigenza deve adottare a sostegno di tale impostazione, con i quali ottimizzare le prestazioni, minimizzare i rischi per l’organizzazione stessa e per gli individui, promuovere il benessere e migliorare le relazioni con i clienti.
La ISO 27500 non è stata pubblicata per i sistemi di gestione, per l’attività di certificazione, a fini normativi o contrattuale, e non è in contrasto con l’elaborazione di norme nazionali dal carattere più specifico o appropriato allo scopo prefisso.

## Principali requisiti della norma
La ISO 27500:2016 è strutturata in 7 capitoli nella seguente suddivisione:
- 1 Scopo
- 2 Termini e definizioni
- 3 Comprendere cosa significa essere centrati sull'utente per l'organizzazione
- 4 Principi dell'approccio centrato sull'utente
- 5 Rischi derivanti dalla mancata applicazione dei principi centrati sull'utente
- 6 Guida all'attuazione di principi incentrati sull'utente e riduzione dei rischi
- 7 Guida sull'integrazione di un approccio centrato sull'utente in tutta l'organizzazione

## Cronologia
| Anno | Descrizione             |  |
| ---- | ----------------------- |  |
| 2016 | ISO 27500 (1ª Edizione) |  |